# Skolka
Skolka war eine österreichische Ska- und Polka-Band aus dem Weinviertel.

## Geschichte
Die achtköpfige Band wurde 2012 im Weinviertel gegründet. Anfangs traten sie als Supportact von Alkbottle, Django 3000, Russkaja, LaBrassBanda, Clara Luzia, Wanda und Seiler und Speer auf. Ihre erste EP Gemma Gemma erschien 2013 und wurde im darauf folgenden Jahr durch die Teilnahme an „Herz von Österreich“ auf dem österreichischen TV-Sender Puls 4 bekannt und stieg in die Ö3 Austria Top 40 ein.
Nach einem Bandportrait im ORF, bei Pixner`s Backstage in ServusTV, dem Sampler Sex, Drugs & Volksmusik und dem Licht-ins-Dunkel-Sampler (mit u. a. Krautschädl, Wanda, Seiler und Speer), präsentierte die Band ihr erstes reguläres Album daunzboa. Des Weiteren trat die Band auf einigen Festivals wie beispielsweise das Buskers Festival in Wien, Noppen Air, Picture On, Woodstock der Blasmusik, Spielberg Musikfestival, Ö1 Bühne am Donauinselfest & am Nova Rock auf.
2016 veröffentlichte Skolka den Song Registrierkassa. Nach einem festivalreichen Sommer im Jahr 2016 – Konzerte in ganz Österreich und Bayern, TV-Auftritten bei ORF „Guten Morgen Österreich“ und W24 live am Donauinselfest sowie die Kür zur Band des Monats im Radio Bayern – arbeitete die Band an ihrem nächsten Studioalbum.
Mit Otto Jaus arbeiteten sie 2020 für ihre Reggae-Single Domois, wia ma Kinder woan... zusammen.
2022 löste sich die Band auf.

## Diskografie

### Alben
| Jahr | Titel    | Höchstplatzierung, Gesamtwochen, AuszeichnungChartsChartplatzierungen (Jahr, Titel, Platzierungen, Wochen, Auszeichnungen, Anmerkungen) | Anmerkungen |
| Jahr | Titel    | AT | Anmerkungen |
| ---- | -------- | --- | ----------- |
| 2015 | Daunzboa | AT74 (1 Wo.)AT |             |
| 2017 | DAMMAWOS | — |             |

### Singles
Chartplatzierungen

| Jahr | Titel Album | Höchstplatzierung, Gesamtwochen, AuszeichnungChartsChartplatzierungen (Jahr, Titel, Album, Platzierungen, Wochen, Auszeichnungen, Anmerkungen) | Anmerkungen |
| Jahr | Titel Album | AT | Anmerkungen |
| ---- | ----------- | --- | ----------- |
| 2014 | Gemma gemma | AT34 (1 Wo.)AT |             |

Weitere Singleveröffentlichungen
- 2014: Es wird scho wieda wean
- 2017: Jetzt kumm